# Академический театр
Академический театр — почётное звание, которое в СССР давалось крупнейшим и старейшим театрам. Помимо театров, звание «академический» присваивалось творческим коллективам (оркестрам, хорам, танцевальным ансамблям).
Звание было введено в 1919 году. Первыми театрами, получившими статус академического, были шесть старейших театров страны: Большой театр, Малый театр и Художественный театр в Москве, а также Александринский театр, Мариинский театр и Михайловский театр в Петрограде.
В 1920 году московские театры, получившие это звание, были объединены в ассоциацию академических театров, в которую позднее влились академические театры Петрограда, а также два театра, не имевших звания «академических» (Камерный театр и Московский театр для детей). Ассоциация просуществовала всего один год.
В 1920-е и 1930-е годов количество академических театров значительно увеличилось, в первую очередь званием «академический» награждались театры в национальных республиках. Среди первых получили почётные звания Киевская государственная украинская опера (1926), Одесский театр оперы и балета (1926), Татарский театр имени Галиасгара Камала (1926), Узбекский театр имени Хамзы (1933), Украинский театр оперы и балета имени Лысенко (1934), Башкирский государственный театр драмы (1935). Присвоение театрам и художественным коллективам почётного звания «академический» производилось Министерством культуры СССР. Последним театром, получившим это звание в составе СССР, стал Каунасский драматический театр (1990).
Всего за годы существования СССР званием «академический» были награждены около 80 профессиональных театров, представляющих все республики СССР. В частности, звание было присвоено всем ведущим театрам оперы и балета (в Москве, Ленинграде, Одессе, Новосибирске, Свердловске, Перми, Донецке, Саратове, Улан-Удэ, Куйбышеве, Казани), в том числе всем оперным театрам, расположенным в столицах союзных республик (за исключением Туркменского театра оперы и балеты имени Махтумкули). Из работавших в национальных республиках «русских» театров звания «академический» удостоены четыре: Русский драматический театр имени Леси Украинки в Киеве, Ташкентский русский драматический театр имени М. Горького, Русский театр драмы имени Михаила Лермонтова в Алма-Ате и Государственный русский драматический театр им. Н. К. Крупской в Бишкеке. В советский период звание «академический» было присвоено трем театрам для детей и юношества (Центральный детский театр, Центральный театр кукол, Московский государственный детский музыкальный театр) и двум театрам оперетты (Свердловский театр музыкальной комедии и Московский театр оперетты).
После распада СССР звание «академический» присваивалось театрам в России, Украине, Беларуси, Казахстане, Киргизии, Азербайджане. В ряде стран, ранее входивших в состав СССР, звание «академический театр» было упразднено, а театры, носившие это звание в советские годы, более не включают его в своё название.

## История присвоения звания в СССР
1919:
- Большой театр
- Малый театр
- Московский Художественный театр
- Александринский театр
- Мариинский театр
- Михайловский театр

1926:
- Киевская государственная украинская опера
- Одесский театр оперы и балета
- Татарский государственный театр

1933:
- Узбекский государственный театр драмы им. Хамзы

1934:
- Харьковский театр оперы и балета имени Н. В. Лысенко

1935:
- Башкирский государственный театр драмы

1937:
- Казахский государственный театр драмы

1939:
- Таджикский государственный театр Наркомпроса Таджикской ССР

1940:
- Драматический театр имени Ивана Франко

1941:
- Государственный театр оперы и балета Казахской ССР

1944:
- Государственный театр оперы и балета Латвийской ССР
- Государственный театр оперы и балета Литовской ССР

1949:
- Государственный театр драмы Латвийской ССР

1950:
- Государственный театр оперы и балета Эстонской ССР

1955:
- Литовский государственный театр драмы

1956:
- Туркменский государственный театр драмы им. Молланепеса
- Театр имени Е. Б. Вахтангова

1957:
- Ереванский государственный театр оперы и балета имени Александра Спендиаряна
- Эстонский государственный академический театр драмы им. В. Кингисеппа

1958:
- Государственный театр оперы и балета Киргизской ССР

1959:
- Государственный театр оперы и балета Азербайджанской ССР
- Азербайджанский драматический театр имени Мешади Азизбекова
- Государственный театр оперы и балета имени Алишера Навои Узбекской ССР

1960:
- Государственный театр Армении имени Габриэла Сундукяна

1963:
- Государственный театра оперы и балета имени Захария Палиашвили Грузинской ССР
- Новосибирский театр оперы и балета

1964:
- Большой драматический театр
- Государственный театр оперы и балета Белорусской ССР
- Московский музыкальный театр имени К. С. Станиславского и В. И. Немировича-Данченко
- Московский театр имени Владимира Маяковского
- Театр имени Моссовета

1966:
- Государственный академический художественный театр Латвийской ССР имени Райниса
- Львовский театр оперы и балета имени Ивана Франко
- Русский драматический театр имени Леси Украинки
- Свердловский театр оперы и балета
- Тбилисский государственный театр имени Шота Руставели
- Тбилисский государственный театр имени Котэ Марджанишвили
- Ярославский театр имени Ф. Г. Волкова

1967:
- Ленинградский театр комедии
- Ташкентский русский драматический театр имени М. Горького

1968:
- Нижегородский театр драмы имени М. Горького

1969:
- Пермский театр оперы и балета имени П. И. Чайковского

1970:
- Государственный драматический театр Киргизской ССР

1971:
- Государственный театр оперы и балета имени Садриддина Айни Таджикской ССР

1974:
- Молдавский государственный драматический театр
- Русский театр драмы имени Михаила Лермонтова

1975:
- Центральный театр Советской армии

1977:
- Белорусский государственный театр имени Якуба Коласа
- Бурятский драматический театр
- Донецкий театр оперы и балета
- Куйбышевский театр драмы им. М. Горького
- Саратовский театр драмы имени И. А. Слонова
- Саратовский театр оперы и балета
- Свердловский театр драмы

1978:
- Воронежский театр драмы

1979:
- Бурятский театр оперы и балета имени Г. Ц. Цыдынжапова
- Крымский государственный русский драматический театр им. М. Горького

1980:
- Ленинградский драматический театр имени В. Ф. Комиссаржевской
- Ростовский театр драмы им. М. Горького

1981:
- Ленинградский театр имени Ленсовета
- Центральный театр кукол

1982:
- Куйбышевский театр оперы и балета имени Д. Д. Шостаковича

1983:
- Омский театр драмы

1984:
- Молдавский театр оперы и балета
- Московский театр сатиры

1986:
- Свердловский театр музыкальной комедии
- Челябинский театр драмы

1987:
- Московский государственный детский музыкальный театр
- Московский Художественный академический театр имени М. Горького (при разделении МХАТ)
- Центральный детский театр
- Татарский театр оперы и балета имени Мусы Джалиля

1988:
- Государственный русский драматический театр им. Н. К. Крупской
- Московский театр оперетты

1990:
- Каунасский драматический театр

## После распада СССР

### В России
1993:
- Малый драматический театр
- Северо-Осетинский государственный театр им. В. В. Тхапсаева

1994:
- Липецкий театр драмы имени Л. Н. Толстого
- Нижегородский театр оперы и балета имени А. С. Пушкина

1995:
- Красный факел
- Саха театр имени П. А. Ойунского
- Ставропольский театр драмы
- Тверской театр драмы
- Тульский театр драмы

1996:
- Камерный музыкальный театр под художественным руководством Б. А. Покровского
- Краснодарский театр драмы
- Орловский государственный театр имени И. С. Тургенева
- Псковский театр драмы имени А. С. Пушкина
- Русский театр драмы имени Георгия Константинова
- Русский театр имени Евгения Вахтангова
- Челябинский театр оперы и балета имени М. И. Глинки

1997:
- Пермский театр драмы
- Приморский краевой драматический театр имени Горького
- Ростовский театр юного зрителя

1998:
- Белгородский драматический театр имени М. С. Щепкина
- Владимирский театр драмы
- Государственный Русский драматический театр им. А. С. Пушкина
- Государственный русский драматический театр Республики Башкортостан
- Саратовский театр юного зрителя имени Ю. П. Киселёва

1999:
- Иркутский драматический театр имени Н. П. Охлопкова
- Новгородский театр драмы имени Ф. М. Достоевского
- Новосибирский молодёжный театр «Глобус»

2017:
- Тамбовский драматический театр

2018:
- Марийский театр оперы и балета имени Эрика Сапаева

2019:
- Русский республиканский драматический театр имени М. Ю. Лермонтова

2020:
- Московский областной государственный академический театр «Русский балет»
- Смоленский драматический театр имени А. С. Грибоедова

2021:
- Хабаровский краевой музыкальный театр

2023:
- Башкирский театр оперы и балета (решением Правительства Республики Башкортостан)
- Театр оперы и балета Республики Коми

### В других странах
1995:
- Государственный русский театр для детей и юношества имени Наталии Сац

1996:
- Казахский государственный театр для детей и юношества имени Г. Мусрепова

1998:
- Государственный ансамбль классического танца Республики Казахстан

2000:
- Карагандинский театр музыкальной комедии

2001:
- Львовский областной =музыкально-драматический театр имени Юрия Дрогобыча
- Николаевский украинский театр драмы и музыкальной комедии

2002:
- Киевский театр оперы и балета для детей и юношества

2003:
- Днепропетровский театр оперы и балета

2004:
- Винницкий музыкально-драматический театр имени Н. К. Садовского
- Запорожский областной украинский музыкально-драматический театр имени В. Г. Магара
- Киевский театр оперетты
- Ошский музыкально-драматический театр имени Бабура

2005:
- Ровенский областной украинский музыкально-драматический театр
- Херсонский областной музыкально-драматический театр им. Н. Кулиша

2006:
- Киевский драматический театр на Подоле
- Кировоградский музыкально-драматический театр имени М. Л. Кропивницкого
- Одесский музыкально-драматический театр имени В. Василько
- Одесский театр музыкальной комедии имени Михаила Водяного
- Харьковский театр музыкальной комедии

2007:
- Днепропетровский театр русской драмы им. М. Горького
- Донецкий областной драматический театр

2008:
- Киевский театр «Колесо»

2009:
- Белорусский государственный музыкальный театр
- Брестский театр драмы
- Киевский академический областной музыкально-драматический театр имени П. К. Саксаганского
- Николаевский художественный драматический театр
- Одесский академический драматический театр

2011:
- Казахский музыкально-драматический театр имени К. Куанышбаева
- Первый украинский театр для детей и юношества

2012:
- Академический музыкально-драматический театр имени Леси Украинки
- Криворожский городской театр драмы и музыкальной комедии имени Т. Г. Шевченко

2016:
- Республиканский государственный уйгурский театр музыкальной комедии имени К. Кужамьярова

2017:
- Киев Модерн-балет
- Республиканский государственный корейский театр музыкальной комедии

2019:
- Азербайджанский государственный музыкальный театр

## Год присвоения звания неизвестен
- Киевский академический Молодой театр (Украина)
- Киевский театр драмы и комедии на левом берегу Днепра (Украина)
- Республиканский академический немецкий драматический театр (Казахстан)
- Театр балета Бориса Эйфмана (Россия)
- Театр балета имени Леонида Якобсона (Россия)